# Prisme hexagonal augmenté
Le prisme hexagonal augmenté est un polyèdre faisant partie des solides de Johnson (J54). Comme le nom l'indique, il peut être construit en augmentant un prisme hexagonal en attachant une pyramide carrée (J1) à une de ses faces équatoriales.
Les 92 solides de Johnson ont été nommés et décrits par Norman Johnson en 1966.